# Nicolas Charlier

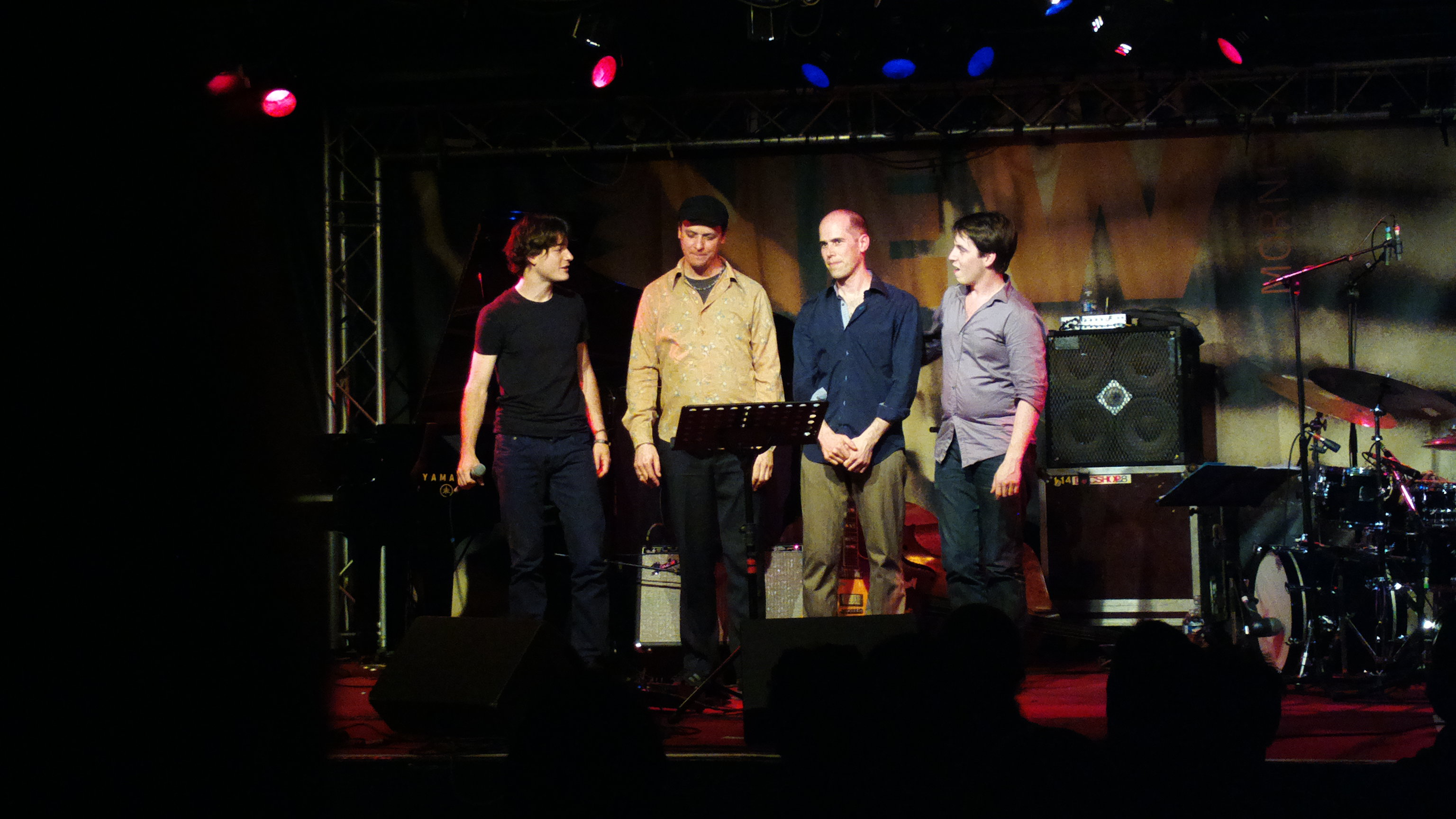
Nicolas Charlier (rechts) mit (von links) Thomas Enhco, Kurt Rosenwinkel, Chris Jennings bei einem Konzert im New Morning, Paris (2013)

Nicolas Charlier (* 1989 in Belgien) ist ein französischer Schlagzeuger des Modern Jazz.

## Leben und Wirken
Charlier, der aus einer Musikerfamilie stammt, erhielt mit neun Jahren ersten Schlagzeugunterricht durch seinen Vater, André Charlier. 1999 zog er nach Frankreich, wo er zunächst bei Didier Lockwood am Centre des Musiques Didier Lockwood unterrichtet wurde. Dort lernte er Thomas und David Enhco sowie Benoît Berthe kennen. Mit ihnen gehörte er zur Little Jazz Band, mit der er viele Konzerte spielte. Mit zwölf Jahren lernte er zusätzlich Kontrabass (auch klassischer Unterricht); aufgrund seines Interesses für Harmonien entschied er sich mit 15 Jahren, auch Klavierunterricht zu nehmen. Er studierte auch an der Jazzabteilung des CNSM Paris.
Seit 2006 begleitete Charlier Didier Lockwood bei zahlreichen Gelegenheiten und ging auch mit ihm in Osteuropa, China und Nordamerika auf Tournee.  Weiter spielte er im Back Quartet von Benoît Berthe und dem JP Raillot Quartet ebenso wie im Trio von Thomas Enhco, mit dem er auch auf dem Ottawa Jazz Festival konzertierte und das Album Fireflies (2017) veröffentlichte. Im November 2014 trat er beim Festival Vive le Jazz mit Sebastian Sternal, David Helm und Pierre Perchaud in Deutschland auf. Mit Romain Cuoq, Anthony Jambon, Leonardo Montana und Florent Nisse spielte er 2016 in der Gruppe Awake das Album As We Fall (2016) ein. Im Bereich des Jazz war er als Interpret zwischen 2007 und 2019 an 12 Aufnahmesessions beteiligt, etwa an Isabel Sörlings Mareld; er arbeitete auch als Tontechniker.